# Ranunculus peruvianus
Ranunculus peruvianus är en ranunkelväxtart som beskrevs av Christiaan Hendrik Persoon. Ranunculus peruvianus ingår i släktet ranunkler, och familjen ranunkelväxter. Inga underarter finns listade i Catalogue of Life.